# 中央省庁等改革推進本部
中央省庁等改革推進本部（ちゅうおうしょうちょうとうかいかくすいしんほんぶ）は、かつて内閣に設置されていた組織である。

## 概要
1998年6月、中央省庁等改革基本法が国会で可決し、それに伴い6月23日に内閣に設置された。2001年1月に中央省庁再編が完了し、設置の日から3年を経過した同年6月22日限りで本部は廃止された。
本部長は内閣総理大臣、副本部長は内閣官房長官・総務庁長官・行政改革担当大臣が、本部員は、本部長及び副本部長以外のすべての国務大臣が務めた。
本部には、本部長補佐を置き、内閣官房副長官をもって充てるとされた。
本部には事務局を置き、事務局長、事務局次長3人、参事官15人以内を置いた。

## 中央省庁等改革推進本部令
当本部に関連して、「中央省庁等改革推進本部令」という法令が制定されたが、時期により次のふたつの異なるものを指す。

### 中央省庁等改革推進本部の組織等を定める政令
1998年6月19日、「中央省庁等改革推進本部令」（平成10年政令第220号）が公布された。この政令は当本部の組織等を定める「組織令」に相当するもので、次節で説明する中央省庁等改革推進本部令との混同を避けるため、2000年6月7日公布の中央省庁等改革のための内閣関係政令等の整備に関する政令（平成12年政令第303号）第3条により、題名が「中央省庁等改革推進本部の組織等に関する政令」に改められた（即日施行）。

### 内閣府又は新たな省の組織に関する事項を定める命令
1999年12月22日に公布された中央省庁等改革関係法施行法（平成11年法律第160号）第1306条により追加された中央省庁等改革基本法第53条第2項において、本部は、内閣府又は新たな省の組織に関する事項で内閣府令又は省令で定めるべきものについて再編施行前において中央省庁等改革推進本部令を発することができるとされた（即日施行）。この中央省庁等改革推進本部令は、再編施行の日にそれぞれの内閣府令又は省令となった（中央省庁等改革関係法施行法第1305条第2項）。例えば内閣府本府組織規則は平成12年中央省庁等改革推進本部令第1号として公布され、再編施行のときに平成13年内閣府令第1号になった。制定の総数は、2000年8月14日公布が、平成12年中央省庁等改革推進本部令第1号から第105号まで、2000年12月22日公布が第106号から第114号までである。
| 中央省庁等改革推進本部令の一覧                                   | 中央省庁等改革推進本部令の一覧            | 中央省庁等改革推進本部令の一覧                                 | 中央省庁等改革推進本部令の一覧 | 中央省庁等改革推進本部令の一覧 |
| ---------------------------------------------------------------- | ----------------------------------------- | -------------------------------------------------------------- | ------------------------------ | ------------------------------ |
| 2000年8月14日公布                                                |                                           |                                                                |                                |                                |
| 公布時の題名（2001年1月6日時点の題名と異なる場合）               | 中央省庁等改革推進本 部令としての法令番号 | 2001年1月6日時点の題名                                         |                                | 2001年1月6日時点の法令番号     |
|                                                                  | 第1号                                     | 内閣府本府組織規則                                             | 現行法令                       | （平成13年内閣府令第1号）      |
|                                                                  | 第2号                                     | 原子力安全委員会事務局組織規則                                 | 廃止法令                       | （平成13年内閣府令第2号）      |
|                                                                  | 第3号                                     | 国立公文書館組織規則                                           | 廃止法令                       | （平成13年内閣府令第3号）      |
| 沖縄総合事務局組織規程の全部を改正する命令                       | 第4号                                     | 沖縄総合事務局組織規則                                         | 現行法令                       | （平成13年内閣府令第4号）      |
|                                                                  | 第5号                                     | 防衛施設庁組織規則                                             | 廃止法令                       | （平成13年内閣府令第5号）      |
|                                                                  | 第6号                                     | 中央省庁等改革のための内閣府組織関係命令の整備に関する命令     | 改正法令                       | （平成13年内閣府令第6号）      |
|                                                                  | 第7号                                     | 総務省組織規則                                                 | 現行法令                       | （平成13年総務省令第1号）      |
|                                                                  | 第8号                                     | 郵政事業庁組織規則                                             | 廃止法令                       | （平成13年総務省令第2号）      |
|                                                                  | 第9号                                     | 電波監理審議会議事規則等の一部を改正する命令                   | 改正法令                       | （平成13年総務省令第3号）      |
|                                                                  | 第10号                                    | 法務省組織規則                                                 | 現行法令                       | （平成13年法務省令第1号）      |
| 公安調査庁組織規程の全部を改正する命令                           | 第11号                                    | 公安調査庁組織規則                                             | 現行法令                       | （平成13年法務省令第2号）      |
| 刑務所、少年刑務所及び拘置所組織規程の全部を改正する命令         | 第12号                                    | 刑務所、少年刑務所及び拘置所組織規則                           | 現行法令                       | （平成13年法務省令第3号）      |
| 少年院及び少年鑑別所組織規程の全部を改正する命令                 | 第13号                                    | 少年院及び少年鑑別所組織規則                                   | 現行法令                       | （平成13年法務省令第4号）      |
| 婦人補導院組織規程の全部を改正する命令                           | 第14号                                    | 婦人補導院組織規則                                             | 現行法令                       | （平成13年法務省令第5号）      |
| 入国者収容所組織規程の全部を改正する命令                         | 第15号                                    | 入国者収容所組織規則                                           | 廃止法令                       | （平成13年法務省令第6号）      |
| 法務総合研究所組織規程の全部を改正する命令                       | 第16号                                    | 法務総合研究所組織規則                                         | 現行法令                       | （平成13年法務省令第7号）      |
| 矯正研修所組織規程の全部を改正する命令                           | 第17号                                    | 矯正研修所組織規則                                             | 現行法令                       | （平成13年法務省令第8号）      |
| 矯正管区組織規程の全部を改正する命令                             | 第18号                                    | 矯正管区組織規則                                               | 廃止法令                       | （平成13年法務省令第9号）      |
| 地方更生保護委員会事務局組織規程の全部を改正する命令             | 第19号                                    | 地方更生保護委員会事務局組織規則                               | 廃止法令                       | （平成13年法務省令第10号）     |
| 法務局及び地方法務局組織規程の全部を改正する命令                 | 第20号                                    | 法務局及び地方法務局組織規則                                   | 現行法令                       | （平成13年法務省令第11号）     |
| 法務局及び地方法務局の支局及び出張所設置規則の全部を改正する命令 | 第21号                                    | 法務局及び地方法務局の支局及び出張所設置規則                   | 現行法令                       | （平成13年法務省令第12号）     |
| 地方入国管理局組織規程の全部を改正する命令                       | 第22号                                    | 地方入国管理局組織規則                                         | 廃止法令                       | （平成13年法務省令第13号）     |
| 保護観察所組織規程の全部を改正する命令                           | 第23号                                    | 保護観察所組織規則                                             | 廃止法令                       | （平成13年法務省令第14号）     |
| 保護司の選考に関する規則の全部を改正する命令                     | 第24号                                    | 保護司の選考に関する規則                                       | 現行法令                       | （平成13年法務省令第15号）     |
|                                                                  | 第25号                                    | 外務省組織規則                                                 | 現行法令                       | （平成13年外務省令第1号）      |
|                                                                  | 第26号                                    | 外務省研修所規則の一部を改正する命令                           | 改正法令                       | （平成13年外務省令第2号）      |
|                                                                  | 第27号                                    | 財務省組織規則                                                 | 現行法令                       | （平成13年財務省令第1号）      |
|                                                                  | 第28号                                    | 調査査察部等の所掌事務の範囲を定める省令等の一部を改正する命令 | 改正法令                       | （平成13年財務省令第2号）      |
|                                                                  | 第29号                                    | 文部科学省組織規則                                             | 現行法令                       | （平成13年文部科学省令第1号）  |
|                                                                  | 第30号                                    | 大学設置・学校法人審議会の私立大学等関係委員の推薦に関する省令 | 現行法令                       | （平成13年文部科学省令第2号）  |
|                                                                  | 第31号                                    | 国立教育政策研究所組織規則                                     | 現行法令                       | （平成13年文部科学省令第3号）  |
|                                                                  | 第32号                                    | 国立特殊教育総合研究所組織規則                                 | 廃止法令                       | （平成13年文部科学省令第4号）  |
|                                                                  | 第33号                                    | 国立科学博物館組織規則                                         | 廃止法令                       | （平成13年文部科学省令第5号）  |
|                                                                  | 第34号                                    | 国立オリンピック記念青少年総合センター組織規則                 | 廃止法令                       | （平成13年文部科学省令第6号）  |
|                                                                  | 第35号                                    | 国立女性教育会館組織規則                                       | 廃止法令                       | （平成13年文部科学省令第7号）  |
|                                                                  | 第36号                                    | 国立青年の家組織規則                                           | 廃止法令                       | （平成13年文部科学省令第8号）  |
|                                                                  | 第37号                                    | 国立少年自然の家組織規則                                       | 廃止法令                       | （平成13年文部科学省令第9号）  |
|                                                                  | 第38号                                    | 国立国語研究所の位置を定める省令                               | 廃止法令                       | （平成13年文部科学省令第10号） |
|                                                                  | 第39号                                    | 国立近代美術館組織規則                                         | 廃止法令                       | （平成13年文部科学省令第11号） |
|                                                                  | 第40号                                    | 国立西洋美術館組織規則                                         | 廃止法令                       | （平成13年文部科学省令第12号） |
|                                                                  | 第41号                                    | 国立国際美術館組織規則                                         | 廃止法令                       | （平成13年文部科学省令第13号） |
|                                                                  | 第42号                                    | 国立博物館組織規則                                             | 廃止法令                       | （平成13年文部科学省令第14号） |
|                                                                  | 第43号                                    | 国立文化財研究所組織規則                                       | 廃止法令                       | （平成13年文部科学省令第15号） |
|                                                                  | 第44号                                    | 中央省庁等改革のための文部科学省組織関係命令の整備に関する命令 | 改正法令                       | （平成13年文部科学省令第16号） |
|                                                                  | 第45号                                    | 厚生労働省組織規則                                             | 現行法令                       | （平成13年厚生労働省令第1号）  |
|                                                                  | 第46号                                    | 中央省庁等改革のための厚生労働省組織関係命令の整備に関する命令 | 改正法令                       | （平成13年厚生労働省令第2号）  |
|                                                                  | 第47号                                    | 農林水産省組織規則                                             | 現行法令                       | （平成13年農林水産省令第1号）  |
|                                                                  | 第48号                                    | 農林水産消費技術センター組織規則                               | 廃止法令                       | （平成13年農林水産省令第2号）  |
|                                                                  | 第49号                                    | 種苗管理センター組織規則                                       | 廃止法令                       | （平成13年農林水産省令第3号）  |
|                                                                  | 第50号                                    | 家畜改良センター組織規則                                       | 廃止法令                       | （平成13年農林水産省令第4号）  |
|                                                                  | 第51号                                    | 肥飼料検査所組織規則                                           | 廃止法令                       | （平成13年農林水産省令第5号）  |
|                                                                  | 第52号                                    | 農薬検査所組織規則                                             | 廃止法令                       | （平成13年農林水産省令第6号）  |
|                                                                  | 第53号                                    | 農業研究センター組織規則                                       | 廃止法令                       | （平成13年農林水産省令第7号）  |
|                                                                  | 第54号                                    | 野菜・茶業試験場組織規則                                       | 廃止法令                       | （平成13年農林水産省令第8号）  |
|                                                                  | 第55号                                    | 果樹試験場組織規則                                             | 廃止法令                       | （平成13年農林水産省令第9号）  |
|                                                                  | 第56号                                    | 畜産試験場組織規則                                             | 廃止法令                       | （平成13年農林水産省令第10号） |
|                                                                  | 第57号                                    | 草地試験場組織規則                                             | 廃止法令                       | （平成13年農林水産省令第11号） |
|                                                                  | 第58号                                    | 家畜衛生試験場組織規則                                         | 廃止法令                       | （平成13年農林水産省令第12号） |
|                                                                  | 第59号                                    | 農業試験場組織規則                                             | 廃止法令                       | （平成13年農林水産省令第13号） |
|                                                                  | 第60号                                    | 農業生物資源研究所組織規則                                     | 廃止法令                       | （平成13年農林水産省令第14号） |
|                                                                  | 第61号                                    | 蚕糸・昆虫農業技術研究所組織規則                               | 廃止法令                       | （平成13年農林水産省令第15号） |
|                                                                  | 第62号                                    | 農業環境技術研究所組織規則                                     | 廃止法令                       | （平成13年農林水産省令第16号） |
|                                                                  | 第63号                                    | 農業工学研究所組織規則                                         | 廃止法令                       | （平成13年農林水産省令第17号） |
|                                                                  | 第64号                                    | 食品総合研究所組織規則                                         | 廃止法令                       | （平成13年農林水産省令第18号） |
|                                                                  | 第65号                                    | 国際農林水産業研究センター組織規則                             | 廃止法令                       | （平成13年農林水産省令第19号） |
|                                                                  | 第66号                                    | 林木育種センター組織規則                                       | 廃止法令                       | （平成13年農林水産省令第20号） |
|                                                                  | 第67号                                    | 森林総合研究所組織規則                                         | 廃止法令                       | （平成13年農林水産省令第21号） |
|                                                                  | 第68号                                    | さけ・ます資源管理センター組織規則                             | 廃止法令                       | （平成13年農林水産省令第22号） |
|                                                                  | 第69号                                    | 水産研究所組織規則                                             | 廃止法令                       | （平成13年農林水産省令第23号） |
|                                                                  | 第70号                                    | 養殖研究所組織規則                                             | 廃止法令                       | （平成13年農林水産省令第24号） |
|                                                                  | 第71号                                    | 水産工学研究所組織規則                                         | 廃止法令                       | （平成13年農林水産省令第25号） |
|                                                                  | 第72号                                    | 中央省庁等改革のための農林水産省組織関係命令の整備に関する命令 | 改正法令                       | （平成13年農林水産省令第26号） |
|                                                                  | 第73号                                    | 経済産業省組織規則                                             | 現行法令                       | （平成13年経済産業省令第1号）  |
|                                                                  | 第74号                                    | 日本工業標準調査会規則                                         | 現行法令                       | （平成13年経済産業省令第2号）  |
|                                                                  | 第75号                                    | 中央省庁等改革のための経済産業省組織関係命令の整備に関する命令 | 改正法令                       | （平成13年経済産業省令第3号）  |
|                                                                  | 第76号                                    | 国土交通省組織規則                                             | 現行法令                       | （平成13年国土交通省令第1号）  |
|                                                                  | 第77号                                    | 気象庁組織規則                                                 | 現行法令                       | （平成13年国土交通省令第3号）  |
|                                                                  | 第78号                                    | 船員中央労働委員会事務局組織規則                               | 廃止法令                       | （平成13年国土交通省令第2号）  |
|                                                                  | 第79号                                    | 海上保安庁組織規則                                             | 現行法令                       | （平成13年国土交通省令第4号）  |
|                                                                  | 第80号                                    | 海難審判庁組織規則                                             | 現行法令                       | （平成13年国土交通省令第5号）  |
| 航空事故調査委員会事務局組織規則の全部を改正する命令             | 第81号                                    | 航空事故調査委員会事務局組織規則                               | 廃止法令                       | （平成13年国土交通省令第6号）  |
|                                                                  | 第82号                                    | 国土交通政策研究所組織規則                                     | 現行法令                       | （平成13年国土交通省令第7号）  |
|                                                                  | 第83号                                    | 土木研究所組織規則                                             | 廃止法令                       | （平成13年国土交通省令第8号）  |
|                                                                  | 第84号                                    | 建築研究所組織規則                                             | 廃止法令                       | （平成13年国土交通省令第9号）  |
| 交通安全公害研究所組織規則の全部を改正する命令                   | 第85号                                    | 交通安全公害研究所組織規則                                     | 廃止法令                       | （平成13年国土交通省令第10号） |
| 船舶技術研究所組織規則の全部を改正する命令                       | 第86号                                    | 船舶技術研究所組織規則                                         | 廃止法令                       | （平成13年国土交通省令第11号） |
| 港湾技術研究所組織規則の全部を改正する命令                       | 第87号                                    | 港湾技術研究所組織規則                                         | 廃止法令                       | （平成13年国土交通省令第12号） |
| 電子航法研究所組織規則の全部を改正する命令                       | 第88号                                    | 電子航法研究所組織規則                                         | 廃止法令                       | （平成13年国土交通省令第13号） |
|                                                                  | 第89号                                    | 国土交通大学校組織規則                                         | 現行法令                       | （平成13年国土交通省令第14号） |
| 海技大学校組織規則の全部を改正する命令                           | 第90号                                    | 海技大学校組織規則                                             | 廃止法令                       | （平成13年国土交通省令第15号） |
| 航海訓練所組織規則の全部を改正する命令                           | 第91号                                    | 航海訓練所組織規則                                             | 廃止法令                       | （平成13年国土交通省令第16号） |
| 海員学校組織規則の全部を改正する命令                             | 第92号                                    | 海員学校組織規則                                               | 廃止法令                       | （平成13年国土交通省令第17号） |
| 航空大学校組織規則の全部を改正する命令                           | 第93号                                    | 航空大学校組織規則                                             | 廃止法令                       | （平成13年国土交通省令第18号） |
| 航空保安大学校組織規則の全部を改正する命令                       | 第94号                                    | 航空保安大学校組織規則                                         | 現行法令                       | （平成13年国土交通省令第19号） |
|                                                                  | 第95号                                    | 国土地理院組織規則                                             | 現行法令                       | （平成13年国土交通省令第20号） |
|                                                                  | 第96号                                    | 地方整備局組織規則                                             | 現行法令                       | （平成13年国土交通省令第21号） |
|                                                                  | 第97号                                    | 北海道開発局組織規則                                           | 現行法令                       | （平成13年国土交通省令第22号） |
|                                                                  | 第98号                                    | 地方運輸局組織規則                                             | 廃止法令                       | （平成13年国土交通省令第23号） |
| 地方交通審議会規則の全部を改正する命令                           | 第99号                                    | 地方交通審議会規則                                             | 現行法令                       | （平成13年国土交通省令第24号） |
|                                                                  | 第100号                                   | 地方航空局組織規則                                             | 現行法令                       | （平成13年国土交通省令第25号） |
|                                                                  | 第101号                                   | 航空交通管制部組織規則                                         | 現行法令                       | （平成13年国土交通省令第26号） |
|                                                                  | 第102号                                   | 運輸審議会一般規則等の一部を改正する命令                       | 改正法令                       | （平成13年国土交通省令第27号） |
|                                                                  | 第103号                                   | 環境省組織規則                                                 | 現行法令                       | （平成13年環境省令第1号）      |
|                                                                  | 第104号                                   | 公害健康被害補償不服審査会の庶務を処理する組織を定める省令     | 現行法令                       | （平成13年環境省令第2号）      |
|                                                                  | 第105号                                   | 国立環境研究所組織規則等の一部を改正する命令                   | 改正法令                       | （平成13年環境省令第3号）      |
| 2000年8月14日公布                                                |                                           |                                                                |                                |                                |
|                                                                  | 第106号                                   | 総務省定員規則                                                 | 現行法令                       | （平成13年総務省令第4号）      |
|                                                                  | 第107号                                   | 法務省定員規則                                                 | 現行法令                       | （平成13年法務省令第16号）     |
|                                                                  | 第108号                                   | 財務省定員規則                                                 | 現行法令                       | （平成13年財務省令第3号）      |
|                                                                  | 第109号                                   | 文部科学省定員規則                                             | 現行法令                       | （平成13年文部科学省令第17号） |
|                                                                  | 第110号                                   | 厚生労働省定員規則                                             | 現行法令                       | （平成13年厚生労働省令第3号）  |
|                                                                  | 第111号                                   | 農林水産省定員規則                                             | 現行法令                       | （平成13年農林水産省令第27号） |
|                                                                  | 第112号                                   | 経済産業省定員規則                                             | 現行法令                       | （平成13年経済産業省令第4号）  |
|                                                                  | 第113号                                   | 国土交通省定員規則                                             | 現行法令                       | （平成13年国土交通省令第28号） |
| 沖縄総合事務局組織規程の全部を改正する命令等の一部を改正する命令 | 第114号                                   | 公布の日に施行のため、2001年1月6日に変更なし                   |                                |                                |

## 構成
|            | 氏名       | 役職                        |
| ---------- | ---------- | --------------------------- |
| 本部長     | 橋本龍太郎 | 内閣総理大臣                |
| 副本部長   | 小里貞利   | 総務庁長官 行政改革担当大臣 |
| 副本部長   | 村岡兼造   | 内閣官房長官                |
| 本部長補佐 | 額賀福志郎 | 内閣官房副長官（政務）      |
| 本部長補佐 | 古川貞二郎 | 内閣官房副長官（事務）      |

- 本部発足時